# Anício Auquênio Basso (prefeito urbano)
Anício Auquênio Basso (em latim: Anicius Auchenius Bassus) foi um oficial romano do século IV, ativo no reinado dos imperadores Graciano (r. 375–383), Valentiniano I (r. 375–392) e Teodósio I (r. 378–395).

## Vida

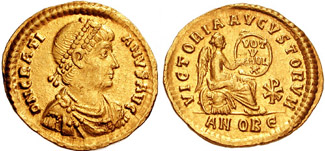
Soldo de Graciano r.

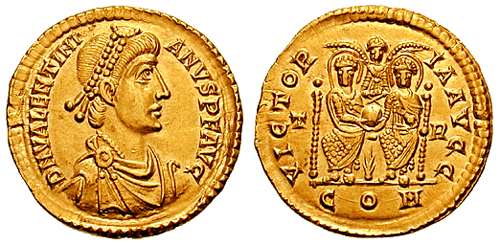
Soldo de r.

Basso era nativo de Benevento e patrono daquela cidade, bem como Fabratéria Velha e, por tradição familiar, de Nápoles. Pertencia ao gentes Anícia e Auquênia; nalgumas inscrições é chamado "restituidor do gênero Anício" (restitutor generis Aniciorum), referência ao fato de que foi adotado nos Anícios quando nenhum outro membro masculino estava vivo ou, mais provavelmente, que por algum tempo era o único homem na família, antes de casar e ter filhos. Se sabe que seu seu pai e avô eram cônsules; por esse razão, seu pai foi identificado com Âmnio Mânio Cesônio Nicômaco Anício Paulino, cônsul em 334, e seu avô era Âmnio Anício Juliano, cônsul em 322. Ele se casou com Turrênia Honorata e teve vários filhos; dois deles foram identificados com Anício Auquênio Basso atestado como cônsul em 408 e Tirrânia Anícia Juliana.
Basso era um cristão; provavelmente foi juiz no julgamento por heregia contra o bispo Efésio, da seita luciferianista, a quem absolveu. Sua carreira é conhecida graças a uma inscrição. No começo da carreira foi candidato a questor e pretor tutelar, a unificação pessoal de vários ofícios. Em algum ponto entre 372 e 382, ocupou a posição de procônsul da Campânia; nessa capacidade é atestado como reparando as termas de Âncio. Entre 22 de novembro de 382 e 25 de agosto de 383, foi prefeito urbano de Roma. Na capacidade, investiga disputa entre Ciríades e Auxêncio sobre a construção de uma ponte e um débito ao arcs vinaria (o dinheiro para doações em vinho às pessoas). Em 384, foi investigado por possível má-conduta em seu ofício.